# Yisrael Galil
 (juillet 2017).
Si vous disposez d'ouvrages ou d'articles de référence ou si vous connaissez des sites web de qualité traitant du thème abordé ici, merci de compléter l'article en donnant les références utiles à sa vérifiabilité et en les liant à la section « Notes et références ».
Pour les articles homonymes, voir Galil.
Né le 23 octobre 1923, l'ingénieur israélien Yisrael Galil (nom de naissance Balashnikov) servit dans l'Armée britannique durant la Seconde Guerre mondiale. Ensuite il fut volontaire pour travailler dans des manufactures d'armes au sein de la Haganah. Employé par les IMI pour lesquelles il aida à concevoir l'illustre Uzi puis avec Ya'akov Lior il créa le fusil d'assaut Galil dont il prit le nom. Il mourut le 9 mars 1995.
En 1973, il reçoit le prix de la défense d'Israël pour la création du Galil.